# Šelak
Šelak (njem. Schellack < niz. schellak, od staroniz. schel: ljuska) je prirodna plastomerna smola koja nastaje ubodom ženke štitne uši (lat. Coccus lacca), u grane različita istočnoindijskoga drveća, uglavnom na vrstama Ficus religiosa, Ficus bengalensis i Ficus laccifera iz porodice dudova (murva) Iz ozljede curi balzam, koji se, kada se osuši, struže s grana (sirovi šelak). Crvene je boje od boje kukaca. Ispiranjem vodom, uklanjanjem voska alkoholom i pretaljivanjem sirovoga šelaka dobivaju se svijetle vrste. Na tržište dolazi u obliku tankih pločica i listića žute do tamnonarančaste boje. Može se vrlo dobro glačati, pa se, otopljen u špiritu, često rabi za poliranje drva. Sastojak je nekih ljepila, lakova, tuševa i sprejeva za kosu, služi za izradu dugmadi, primjenjuje se i za električnu izolaciju.

## Povijest
Za zaštitu drvenih i metalnih površina već su se u prošlosti s većim ili manjim uspjehom upotrebljavale različite vrste prirodnih smola i balzama, voskovi, ekstrakti biljaka, masnoće, bitumenske tvari iz Mrtvog mora i slično. Obojenja su se dobivala utrljavanjem zemljanih boja u vezivo ili pomoću obojenih tvari iz raznovrsnih biljaka tropskog i suptropskog podneblja. U srednjem vijeku kao zaštitna sredstva bile su već poznate neke vrste uljanih boja, asfaltnih lakova, jantarskih lakova, otopina gumiarabike i slično. Brodovi su se impregnirali i otopljenim smolama u nesušivu ulju. Kasnije se pod utjecajem istočnih zemalja za impregnaciju drva i brodova počelo upotrebljavati i četinarsko ulje. Od Arapa je preuzeto terpentinsko ulje kao otapalo, a kineski utjecaj potaknuo je, između ostaloga, i nekoć vrlo raširenu upotrebu takozvanog ruj laka, koji se pripravljao nepoznatim postupkom od sokova biljke ruj ili sumak (lat. Toxicodendron vernicifluum). Metode i postupci obično su se držali u tajnosti i prelazili su s oca na sina, pa su mnogi načini zaštite ostali zagubljeni. Svi su ti načini u likovnoj umjetnosti i u zaštiti površina više ili manje zadržali kroz čitav srednji i dio novog vijeka. Tek se u 15. stoljeću u Nizozemskoj (braća Eyck) po prvi put počelo upotrebljavati sušivo ulje kao vezivo u koje su se utrljali pigmenti. Sušivo ulje bilo je i ranije poznato (10. stoljeće), ali nije bilo upotrijebljeno u širem smislu. 
Prva proizvodnja zaštitnih pokrivnih sredstva počela je u 17. stoljeću u Nizozemskoj zbog dobro razvijene brodogradnje. U 18. stoljeću počelo se u Francuskoj proizvodnjom firnisa i sušivih ulja. Međutim, prva organizirana proizvodnja lakova i boja u Europi počela je tek u 19. stoljeću. Paralelno se razvijala i proizvodnja pigmenata. Prvi anorganski pigment pripravljen je 1704. Bilo je to pariško modrilo. Zaredali su novi pigmenti, i to među najvažnijima olovno bjelilo (1759), cinober (1785), kromove žute i zelene boje (1809), švajnfurtsko zelenilo (1814), ultramarin (1828), litopon (1850), cinkovo bjelilo (1850), a nakon toga započelo se sintezom organskih pigmenata. 
U vremenu do Prvog svjetskog rata kao veziva u lakovima i bojama prevladavala su prirodna sušiva i polusušiva ulja, a od smola kolofonij (iz balzama drveta četinara), kopali (recentne fosilne smole), šelak (iz smolastog ekskreta ličinke biljne uši), različite vrste bitumena, te niz veziva manje važnosti. Od tada se ponuda sirovina za proizvodnju lakova i boja bitno promijenio. U vremenu između dva svjetska rata, a osobito nakon Drugog svjetskog rata, u proizvodnji lakova i boja prešlo se od iskustvenog (empirijskog) načina rada na razvojno istraživačke studije povezane s kemijskom industrijom i proizvodnjom opreme. Uvedena je nova tehnologija i novi uređaji, te postrojenja za postupke miješanja, dispergiranja, filtriranja, pakiranja i drugo. Proširila se i primjena lakova i boja, pa se bitno promijenio način njihova nanošenja na podlogu i sušenja. Anorganskom i organskom sintezom priređeni pigmenti i punila postojani su u određenim uvjetima (otpornost prema svjetlu, višim temperaturama, kemijskim utjecajima), zatim novi aditivi i nove vrste otapala, a nadasve nove vrste veziva, koja su glavni nosioci kvalitete lakova i boja.